# Kylning

En schematisk skiss över ett kylskåp.

Kylning eller kylteknik är teknik och ingenjörsvetenskap som syftar till att sänka temperaturen på en plats.
Man skiljer mellan passiv kylning där man låter värme sprida sig från en varmare plats till en kallare, eller aktiv kylning där man ”pumpar” värme från en plats med lägre temperatur till en med högre. Samma metod som man använder i kylskåp och dylikt används även i värmepumpar.
Ökad levnadsstandard runt om i världen har inneburit en ökad efterfrågan på olika tekniker inom kylteknik. Det klassiska tillämpningsområdet finns inom livsmedelsindustrin. I vardagslivet används kylteknik i kylskåp och frysskåp, för luftbehandling, komfortkyla och värmepumpar och i sportanläggningar för konstgjorda isbanor. Stora industriella tillämpningar av kyltekniken finns inom kemisk industri och processindustri.

## Historia
Man har sedan århundraden tillbaka använt sig av is som kylmedel. Man ”sparade” is för att även kunna använda den vid varmare årstider. På 1500-talet lärde man sig att använda andra metoder för att uppnå en temperatur som var lägre än 0 °C, till exempel genom att blanda salt och is. På 1800-talet började man utveckla kyltekniska processer och år 1834 ansökte amerikanen Jacob Perkins om ett patent som i stora drag beskriver kompressorkylprocessen som är dagens mest använda kylmetod.

## Teoretisk bakgrund
Kyltekniska apparater följer termodynamikens lagar, som anger hur energi omvandlas och i vilken riktning (se Termodynamik). För en kylteknisk maskin tillförs mekaniskt arbete (ofta elektrisk energi som omvandlas till mekanisk energi i kompressorn) till systemet (maskinen), vilket möjliggör att värme från omgivningen (till exempel mark, berg eller luft) "lyfts" till en högre nivå (här menas då temperatur) så att energin kan användas till nyttigheter, det vill säga uppvärmning av byggnader. Hur mycket mekanisk energi som behövs beror på flera saker, dels vilken temperaturer som värmen upptas vid (den låga temperaturen) och avges vid (den höga temperaturen). Ju större skillnad, desto mer arbete behövs. Det finns en teoretisk gräns, som bestäms enbart av dessa båda temperaturer, vilket motsvarar en cirkelprocess enligt Carnot (Carnotprocess). Det finns ingen verklig maskin som är så effektiv, alla är mer eller mindre sämre.

## Typer av kylsystem
- Kylskåp
- Värmepump
- Motorkylning
- Akvifer
- Fjärrkyla
- Peltierelement
- Luftkonditionering

## Föregångsmän för den moderna kyltekniken
- Charles Tellier
- Ferdinand Carré